# Seaside Hotels
Die Seaside Hotel Collection ist eine deutsche Gruppe individueller Hotels mit Sitz in Hamburg. In den frühen 1970er Jahren wurde die Hotelgruppe von Theo Gerlach gegründet. Seit 1999 führt sein Sohn, Gregor Gerlach, das Unternehmen mit seiner Schwester Anouchka.
Der gebürtige Hamburger Theo Gerlach begann Ende der 1950er Jahre als Wohnungsbauunternehmer. Nach ein paar Jahren gründete er die Gerlach Wohnungsbau GmbH. Als Gerlach im Juli 1970 die spanische Insel Gran Canaria besuchte, erwarb er zwei Grundstücke in Maspalomas. Auf diesem Gelände entstanden die ersten Hotels der Seaside-Kette: „Don Gregory“ (1974) und „Palm Beach“ (1975). 1986 folgte mit dem „Sandy Beach“ das dritte Hotel in Maspalomas. 1992 eröffnete Gerlach ein Hotel in Chemnitz, ein weiteres Haus in Lanzarote und eins in Leipzig folgte 1994 bzw. 1995. 1998 wurde das Hotel Don Gregory wieder verkauft, stattdessen 2001 das „Residencia“ in Maspalomas eröffnet. 2001 eröffnete die Seaside-Gruppe ihr erstes Fünf-Sterne-Hotel in Hamburg. 2010 folgte ein zweites Haus in Leipzig. 2012 kam das Fünf-Sterne-Hotel Aalernhüs in Sankt Peter-Ording zur Seaside-Gruppe. Das von Claudia Gerlach, Ex-Ehefrau von Gregor Gerlach und Schwiegertochter Theo Gerlachs, geführte Haus war 27 Jahre zuvor von ihren Eltern als „Hotel Vier Jahreszeiten“ eröffnet worden. 2015 übergab Gerlach senior einen Teil seines Unternehmens an seinen Sohn Gregor Gerlach, der die Geschäftsführung des Wohnungsbauunternehmens und die Leitung der Hotels in Deutschland übernahm.
Heute besitzt die Seaside-Hotels-Gruppe, die lt. Presseangaben 2014 über 1.000 Mitarbeiter beschäftigte, mit Hotels auf Gran Canaria, Lanzarote und in den Städten Hamburg, Dresden, Leipzig, Chemnitz und St. Peter-Ording sowohl Resort-Hotels als auch City-Hotels. Die einzelnen Hotels sind dabei überwiegend als rechtlich eigenständige Unternehmen organisiert, deren Geschäftsführer jeweils Theo bzw. Gregor Gerlach sind. Das zentrale Marketing der Seaside-Hotels-Gruppe erfolgt durch die Seaside Hotels GmbH & Co. KG mit Sitz in Hamburg.
Das Seaside Grand Hotel Residencia, 2017 als „Bestes TUI Hotel“ ausgezeichnet, ist Mitglied der Gruppe The Leading Hotels of the World. Das Fünf-Sterne-Hotel  Side Hamburg gehört zur Gruppe der Design Hotels. Von September 2014 bis Dezember 2023 wurde das SIDE von Alex Obertop geführt, der gebürtige Niederländer arbeitete vorher für die Capella Hotels & Resorts, als auch The Ritz-Carlton Hotel Company. Das Anfang 2015 von Seaside Hotels neu im Gewandhaus Dresden eröffnete Fünf-Sterne-Hotel ist seit dem 8. Juli 2015 das zweite deutsche Hotel der Autograph Collection, einer Gruppe individueller Boutique-Hotels weltweit.
2022 gründete das Unternehmen unter der Leitung von Gregor Gerlach, zusammen mit seiner Schwester Anouchka Gerlach, Riverside Luxury Cruises. Das Flusskreuzfahrtunternehmen veranstaltete im März 2023 die erste Kreuzfahrt mit der Riverside Mozart, welche zuletzt von Crystal Cruises betrieben wurde.